# Одесское отделение Императорского Русского технического общества
Оде́сское (Новоросси́йское) отделе́ние Импера́торского Ру́сского техни́ческого о́бщества (аббр. — ООИРТО или РТО) — научное общество, основанное в 1871 году в Одессе, ставившее перед собой задачу содействия развитию техники и промышленности на Юге России.

## Русское техническое общество
Русское техническое общество было основано в Санкт-Петербурге в 1866 году. С 1874 года получило право именоваться «Императорским», что означало что царствующий монарх становился его шефом. Общество ставило перед собой следующие задачи: «Содействовать развитию техники и технической промышленности в России путём: 1) лекций, 2) изданий, 3) организации образования, 4) проведения конкурсов, 5) выставок, 6) исследования заводских и фабричных материалов». Развитие промышленности в Российской империи и наличие инженерных центров в разных её местах поставил вопрос об открытии региональных отделений РТО. Уже в 1867 году в издаваемых Обществом «Записках Русского технического общества» были опубликованы правила образования его филиалов: 

1) Отделения Русского технического общества, открываемые на основании примечания к § 3 Высочайше утверждённого устава, в действиях своих руководствуются сим уставом и отдельных уставов не имеют; необходимые же, по местным обстоятельствам, отклонения от устава, подробности устройства отделения и проч. определяются, согласно с тем же примечанием, особыми инструкциями, утверждёнными Общим собранием членов в С.—Петербурге.

2) Проекты означенных выше инструкций составляются теми членами Общества, которые изъявят желание принимать постоянное участие в трудах нового отделения и утверждаются общим собранием, если в них нет ничего, противоречащего уставу; за тем Совет приступает немедленно к ходатайству об открытии отделения и, по получении разрешения, извещает о том членов онаго.— Основания для открытия отделений Русского технического общества в губерниях, утверждённые в заседании общего собрания 1-го марта 1867 г.
Очень скоро в различных городах Империи начали открываться филиалы общества, в частности были открыты: Кавказское в 1868 г.; Николаевское в 1869 г. (просуществовало до 1874 г.); Киевское и Новороссийское (позднее переименованное в Одесское) в 1871 г.; Московское в 1876 г.; Бакинское, Казанское, Харьковское и Эстляндское были основаны в 1879 г.

## Основание Одесского отделения
В 1864 году с целью «содействовать обмену мыслей по вопросам строительного искусства, механического и горного дела; 2) содействовать приобретению и обновлению знаний; 3) служить соединенными средствами и знаниями общественным и частным интересам населения южного края России по вопросам строительным» в Одессе было основано одно из первых в России технических обществ — Одесское общество инженеров и архитекторов. Среди основателей и первых членов общества были такие лица, как архитектор Ф. В. Гонсиоровский, военный инженер А. Л. Бертье-Делагард, архитектор Л. Ц. Отон, издатель М. П. Озмидов (последний был Секретарём общества).
В докладе, сделанном инженером Чеховичем по случаю 25-летия образования Общества инженеров и архитекторов, рассказывалось о первых годах работы Общества и о его переходе в статус отделения РТО: 

Ровно 25 лет тому назад 29 января 1864 года в частном помещении состоялось первое заседание Одесского общества инженеров и архитекторов. После первых двух лет, в которых данное общество проявило свою энергию, наступает год полной апатии. В 1866 не было ни одного заседания общества, а в 1867 два, на первом из них инженер М. А. Лишин предложил для возбуждения энергии в членах и делах общества присоединиться к только что открытому Русскому техническому обществу, образовав Новороссийское его отделение. На втором собрании решено было просить РТО открыть отделение в Одессе, и было сделано заявление Г. Генерал- Губернатора, что общество прекращает свои занятия до перехода в Русское техническое общество— Доклад инж. Чеховича, посвящённый 25-летнему юбилею общества // ГАОО. - Ф. 333. - Оп. 1. - Д. 132.
В 1871 году было на базе Одесского общества инженеров и архитекторов было создано Одесское отделение ИРТО.

### Комплекс зданий Отделения
Проектирование и строительство здания Отделения было поручено самым выдающимся архитекторам Одессы того времени (которые также состояли членами РТО): проект подготовил Э. Я. Меснер, строил здание — А. О. Бернардацци при участии архитекторов А. Д. Тодорова и Н. К. Толвинского и инженеров П. С. Чеховича и М. М. Дитерихса. Интерьеры проектировал Г. К. Шеврембрандт, украсивший интерьеры здания богатой отделкой (красное дерево, лепнина). Строительство началось в 1887 г., завершено — в 1892 г. (по другим данным — 1892—94 гг).
Чуть позже, а именно в 1901—1902 гг., по проекту архитектора С. А. Ландесмана, строителем Г. Ф. Лонским, при участии инженеров П. С. Чеховича и В. Б. Орловского, было построено здание Школы при Русском техническом обществе или, как её ещё называли, Школы десятников.
Здания были построены в «кирпичном стиле», ставшем популярным во второй половине XIX века. Характерными особенностями этого стиля являлись применение кирпичей разных форм, цветов и размеров в качестве отделочного материала (без применения штукатурки) и их же в качестве элементов декора построек. Здание Отделения расположено по адресу улица Княжеская, 1а, при пересечении с улицей Новосельского. Здание Школы при ООРТО расположено по адресу улица Княжеская, дом 1, угол Старопортофранковской улицы.

## Деятельность Отделения
При отделении работало несколько секций, число которых, с развитием науки и появлением новых областей знаний, постоянно увеличивалось. К концу существования общества в нём насчитывалось 13 секций: строительная, химическая, механическая, горная, морская, военная, фотографическая, комиссия по техническому образованию, экономическая, архитектурная, санитарно-техническая; электротехническая и секция воздухоплавания и автомобильного дела.
Председатели архитектурной секции:
- Гонсиоровский, Ф. В. — 1871—89 гг.
- Бернардацци, А. О. — 1890—94 гг.
- Влодек, Л. Л. — 1895 г.
- Люикс, А. Г. — 1896—1910 гг.
- Нестурх Ф. П. — 1910—17 гг.

### Обучение рабочим специальностям
При РТО существовала Школа десятников строительного дела и курсы кочегаров. Школа существовала с 1891 года; начиная с 1902 года расположилась по соседству, в построенном членами РТО специально для этих целей новом здании Школы. Проводившееся обучение, поставленное лучше, чем в казённых учебных заведениях, давало возможность получить рабочую специальность детям из малоимущих семей и повысить уже имеющуюся квалификацию взрослых рабочих за сравнительно умеренную плату. В школе, наряду со специальными дисциплинами, обучались общеобразовательным предметам. Русскую словесность, к примеру, одно время преподавал П. В. Катаев, отец писателей Валентина Катаева и Евгения Петрова. Открывшись в 1891 году как двухлетняя, к 1910 году школа стала трёхлетней, в обучаемые дисциплины входили Закон Божий, строительное искусство, «о дорогах», землемерие, составление смет, черчение, водопроводное дело, вентиляция, гигиена, отопление, рисование, чистописание, физика, русский язык, география, история, арифметика, геометрия, алгебра. При школе была создана библиотека. Годовое содержание школы обходилось в 3541 рубль (данные за 1903 год). В этом здании учился будущий ракетостроитель, академик С. П. Королёв.
В 1912 году при РТО открылась вечерняя школа для взрослых женщин Анны Андреевны Миронович, в которой преподавали девять педагогов. В 1914 г. по адресу Общества находилось городское начальное училище № 80. После начала Великой войны РТО создало «Курсы для увечных воинов», на которых раненые могли освоить новые профессии.

### Научно-просветительская
В сентябре 1897 года в стенах здания РТО в рамках проводимого «IV совещательного съезда железнодорожных электротехников и представителей службы телеграфа русских железных дорог» А. С. Попов выступил с докладом и произвёл опыты по беспроводной передаче сигнала посредством электромагнитных волн. Кроме делегатов, прибывших со всей Империи, на докладе присутствовали работники почтово-телеграфного ведомства Одессы, офицеры технических войск, командиры и офицеры находившихся в Одесском порту и на рейде кораблей, преподаватели и студенты. Вот выдержки из протокола съезда: 

Председатель съезда А. Н. Эйлер открыл заседание следующей речью:
«Милостивые государи!
Едва стали известны всем нам работы профессора Рентгена, уже получившие столь широкое применение, как в сентябре 1896 г. появились краткие заметки об опытах с электрическими волнами, производимых английским телеграфным ведомством но системе Маркони. 4 июня текущего года представляется подробный доклад об изобретённой Маркони передаче сигналов на расстояние без проводников. Все мы жадно знакомимся с новым завоеванием пытливого человеческого ума и тут совершенно случайно узнаем, что в этой области имеются уже работы нашего соотечественника, уважаемого А. С. Попова. В 1895 и в начале 1896 г. он построил прибор для обнаружения и регистрирования электрических колебаний в атмосфере, по сравнению с которым изобретение Маркони представляет точную почти копию. Таким образом, оказывается, что знаменитые опыты покойного профессора Боннского университета Герца послужили краеугольным камнем для разработки системы передачи электрических волн в целях сигнализирования впервые у нас в России. Нам приятно видеть г. Попова, согласившегося поделиться с нами вопросом о телеграфировании без проводов и с упоминанием тех результатов его последних опытов, произведённых по поручению Морского ведомства».

Появление А. С. Попова на кафедре перед слушателями было встречено шумными рукоплесканиями. Г. Попов, поблагодарив участников съезда за приглашение поделиться с ними своими опытами, приступил к ознакомлению со своими работами в этой области. Раньше всего слушателям были показаны аппараты, предназначенные для опытов. В соседней комнате, занимаемой библиотекой Технического общества, был установлен электрический аппарат (передача), а в большой зале, за толстой каменной стеной, перед слушателями был поставлен приёмник, изобретённый докладчиком в 1895 г. Приёмник состоит из маленькой стеклянной трубочки с железными опилками, гальванической батареи и телеграфного аппарата. В тот самый момент, когда в аппарате получались искры, на приёмном телеграфном аппарате появились знаки. При этом толстые стены технического общества вовсе не служили препятствием. …Опыты эти производятся впервые в Одессе. Нужно надеяться, что они положат начало дальнейшему плодотворному развитию нового способа передачи электрической энергии. Сообщение г. Попова и демонстрирование опытов продолжались несколько часов. Оно было выслушано с большим интересом. Докладчик был награждён шумными аплодисментами и ему была выражена благодарность за ценное сообщение. Участниками съезда было отмечено то обстоятельство, что наш соотечественник первый применил способ телеграфирования без проводов. Лишь спустя полтора года, уже после того как ого работы были напечатаны в специальных журналах, появилось сообщение в иностранных журналах об изобретении итальянца Маркони, наделавшем много шума в техническом мире.— Записки Одесского отделения Русского технического общества (1897, вып. 7, стр. 3)
При проведении мероприятий по пропаганде науки и знаний использовались самые современные возможности — например новинка того времени — синематограф, а точнее учебные фильмы на различные темы. Показ таких фильмов сопровождался пояснительной лекцией. Члены общества только жаловались, что учебных фильмов выпускалось крайне мало.

#### Музей при РТО
При РТО был организован «Подвижный музей наглядных учебных пособий», созданный 11 августа 1904 г, для чего была организована специальная комиссия, занимавшаяся сбором материалов для экспозиции. С этой целью делались запросы в Одесскую школу садоводства (о моделях садовых орудий, коллекциях семян, огородных растениях и цветов), Харьковское земледельческое училище (о передаче коллекции по ботанике и зоологии), Горный институт с просьбой прислать коллекцию минералов, на чугунолитейный машиностроительный завод Эльворти (Елисаветград) (о моделях земледельческих орудий), Уральское общество любителей естествознания (Екатеринбург) (о макете железной дороги и 130 минералах).
Музей был открыт в 1905 г. В музее находились коллекции образцов приборов и препаратов по различным отраслям знаний, технических, промышленных, и кустарных производств и искусств. Название «подвижной» означало движение материалов, которыми он обладал. Музейную ценность представляли наглядные учебные пособия, мастерские по изготовлению пособий и библиотека. Музей служил своеобразным центральным складом учебных пособий для Одесского региона из которого выдавались пособия на временное пользование. Музей бесплатно обслуживал народные школы, вечерние, воскресные и субботние курсы для рабочих; все остальные учебные заведения — за плату. Городские училища платили 6 рублей в год, средние учебные заведения — 20, частные лица — 10 рублей. Постоянные посетители имели абонементные билеты. Музей работал в вечернее время с 1 сентября по 1 июня (учебный год).
При музее были устроены мастерские по изготовлению наглядных пособий. В зоологической мастерской выполнялись макроскопические и микроскопические препараты по зоологии и другим отраслям естествознания. Физико-механическая мастерская принимала заказы на изготовление всевозможных физических приборов, принадлежностей для лабораторий и научных кабинетом. В диапозитивной мастерской изготавливали черно-белые и цветные диапозитивы. Имелась обширная библиотека. Цены на приборы и пособия, производимые мастерскими для продажи, были значительно ниже, чем у других фирм.
Музей помогал в организации аналогичных музеев в других уездах. Долгое время Подвижным музеем заведовал М. И. Ржепишевский. Средства Музея составлялись из платы, взимаемой за пользование пособиями с частных учебных заведений и частных лиц, доходов от продажи пособий, как изготавливаемых в мастерских музея, так и принимаемых на комиссию, из субсидий различных казенных и общественных учреждений, пожертвований частных лиц и сборов с благотворительных вечеров, устраиваемых Одесским отделением РТО.

### Организация выставок
РТО было инициатором проведения и организатором нескольких крупных выставок, проведённых в Одессе. В 1890 году Общество устроило в Одессе выставку, посвящённую фотографии. С 15 мая по 1 октября 1895 года в Одессе во дворце, ранее принадлежавшем Потоцким, проходила выставка «Домостроительства и Домоустройства», организованная Обществом. Выставка представила «все предметы домостроительства и внутреннего домоустройства». Успех этой выставки вдохновил её организаторов на проведение следующей, самой крупной одесской выставки — «Фабрично-заводской, художественно-промышленной и сельскохозяйственной всероссийской выставки», которая состоялась в летние сезоны 1910 и 1911 гг.

### Инициатива архитектурной секции по сохранению архитектуры Одессы
Уже на рубеже XIX—XX веков одесские архитекторы были обеспокоены тем, что многие памятники архитектуры разрушаются или сносятся. В 1904 г. на заседании архитектурного отдела был заслушан доклад гражданского инженера М. Ф. Бесчастнова «Об устройстве в Одессе художественно-архитектурного музея в связи с мерами по поднятию художественного уровня фасадов». Докладчик предложил создать в Одессе специальный музей, совмещённый с Городским музеем изящных искусств, в котором должны были бы храниться чертежи, фотографии, модели, относящиеся к истории архитектуры, как города Одессы, так и всего Юга России.
Вместе с музеем предполагалось создать особый Комитет, в который вошли бы представители Городского общественного управления, ООРТО, Общества изящных искусств и других учреждений, который бы производил ежегодную оценку фасадов зданий, построенных или подвергшихся реконструкции за истекший год. Архитекторы, чьи здания признавались лучшими, получали бы золотые или серебряные медали от Городского общественного управления, а изображения или макеты всех премированных сооружений передавались бы в новый музей на хранение. Проект, однако, не получил практического развития.

## Создание Политехнического института
К концу 1917 года в Одессе оказалось значительное количество студентов различных технических вузов, эвакуированных из оккупированных германцами и прифронтовых районов, а также демобилизованных студентов, призванных ранее с первого и второго курсов. Одесский «Союз студентов-техников» вёл регистрацию таких студентов и абитуриентов, оканчивавших в 1918 году средние учебные заведения, и занимался их распределением по специальностям и курсам. Союз обратился к Городской думе с воззванием, в котором в частности говорилось: «Так как переживаемые безвременье и развал хозяйственной жизни страны, не должны останавливать культурного строительства края, то приходится признать желательным осуществление в Одессе Политехникума в как можно ближайшее время». Инициатива студентов-техников была поддержана Одесским Отделением РТО и, самое главное, городским головой и одновременно Председателем ООРТО М. В. Брайкевич, который уже давно вынашивал планы открытия политехнического института в Одессе. Городская дума приняла решение об учреждении в Одессе политехнического института. При РТО был сформирован Организационный комитет из представителей заинтересованных учреждений. Этот комитет разбился на три комиссии: Уставную, Учебно-программную и Финансово-хозяйственную, которые и провели всю подготовительную работу. Был разработан «Устав Одесского политехнического института». Сам институт открылся с началом занятий осенью 1918 г.

## Печатные издания
С 1885 года Общество издавало свой журнал: «Записки Одесского отделения Императорского Русского технического общества».

## Председатели Отделения
- Подымов Александр Доремидонтович — 1871—1872 гг.
- Венгржинович Фадей Иванович — 1873 г.
- Корсаков Сергей Семенович — 1874 г.
- Венгржинович Фадей Иванович — 1875—1878 гг.
- Красовский Витольд Аполинариевич — 1879—1882 гг.
- Лигин Валериан Николаевич −1882—1897 гг.
- Депп, Н. А. — около 1897 года, инженер, генерал-лейтенант
- Дитерихс, М. М. — 1910 год — городской землемер
- Брайкевич, М. В. — 1917—1919 гг.

## Конец существования
31 августа 1920 года Губернский ревком принял постановление о ликвидации Одесского отделения бывшего Императорского Русского технического общества. Все его отделы с секциями распределили между разными ведомствами: совнархозу с химотделом достались мастерские; губнаробразу с отделом профтехнаробраза — библиотека, фильмотека, кинозал и музей.

## Состояние зданий РТО и Школы десятников в начале XXI века
В советское время в здании РТО находились Институт редких металлов и опытное производство ФХИ АН УССР. Несмотря на то, что оба здания имеют статус памятников архитектуры и истории, их состояние к концу XX века внушало беспокойство.
К 2012 году здание РТО было заброшено и постепенно разрушалось. Кровля была частично разрушена. Многие элементы декора утрачены. Уже в начале XXI века исчезла металлическая ограда палисадника вокруг здания РТО. В августе 2015 года Одесский областной совет продал здание с аукциона компании «Арт Билдинг Групп» за 1,6 млн гривен. Компания обязалась восстановить архитектурный памятник в аутентичном виде. Однако сделать это новому владельцу не удалось, так как Одесское областное управление охраны памятников отказалось подписать охранный договор, без которого невозможно заключить договор купли-продажи. Пока «Арт Билдинг Групп» судилась с Одесской областной государственной администрацией, 20 июля 2016 года, произошло полное обрушение фасада и перекрытий кровли.

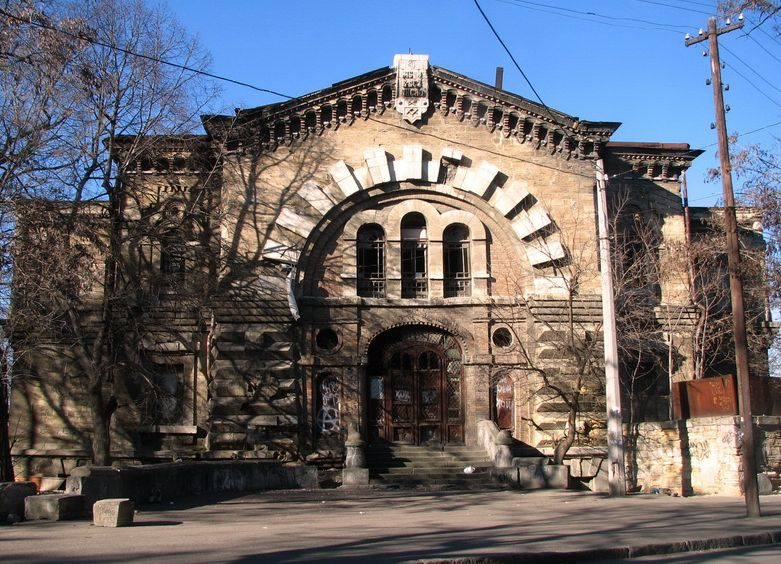
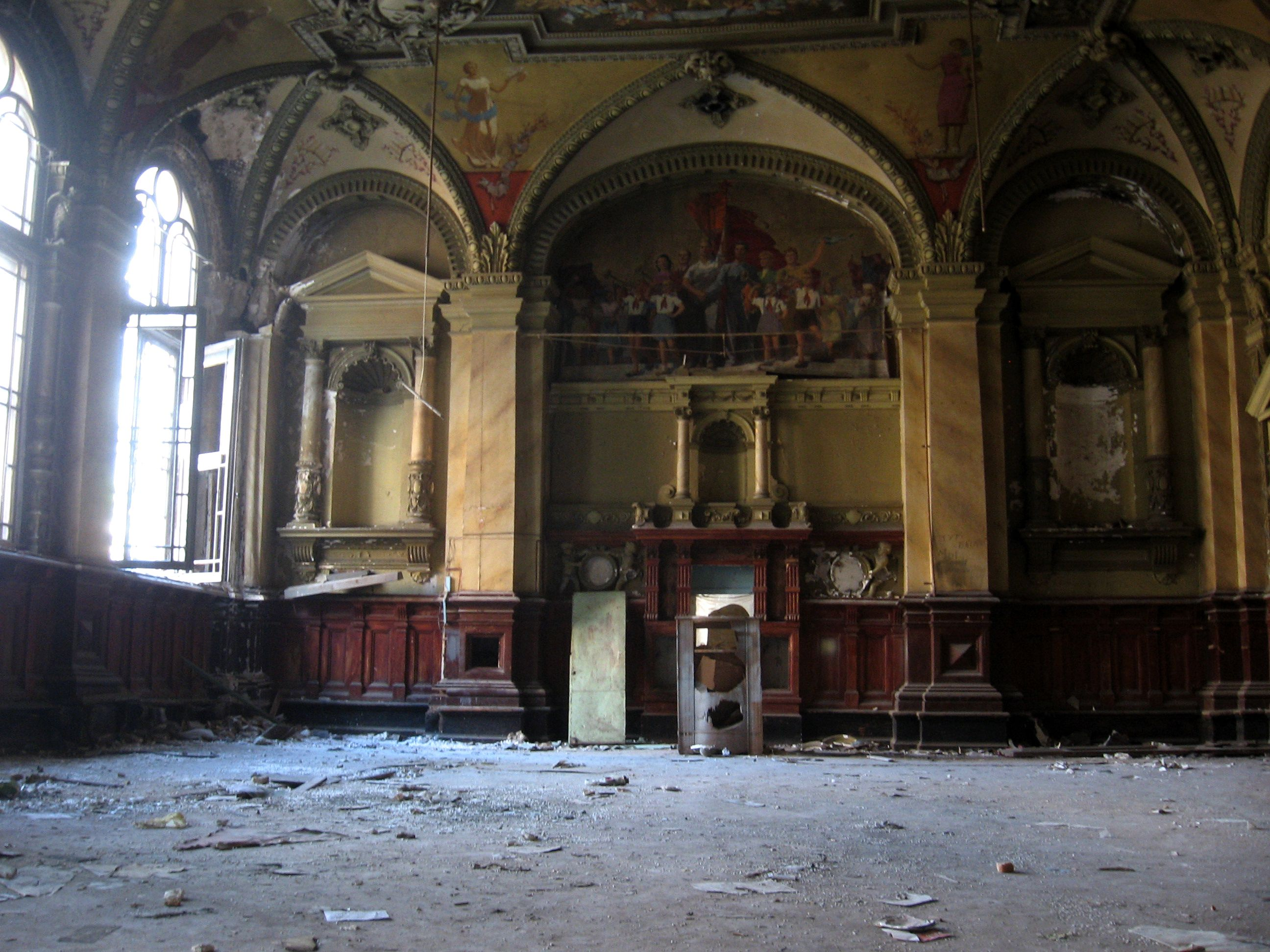
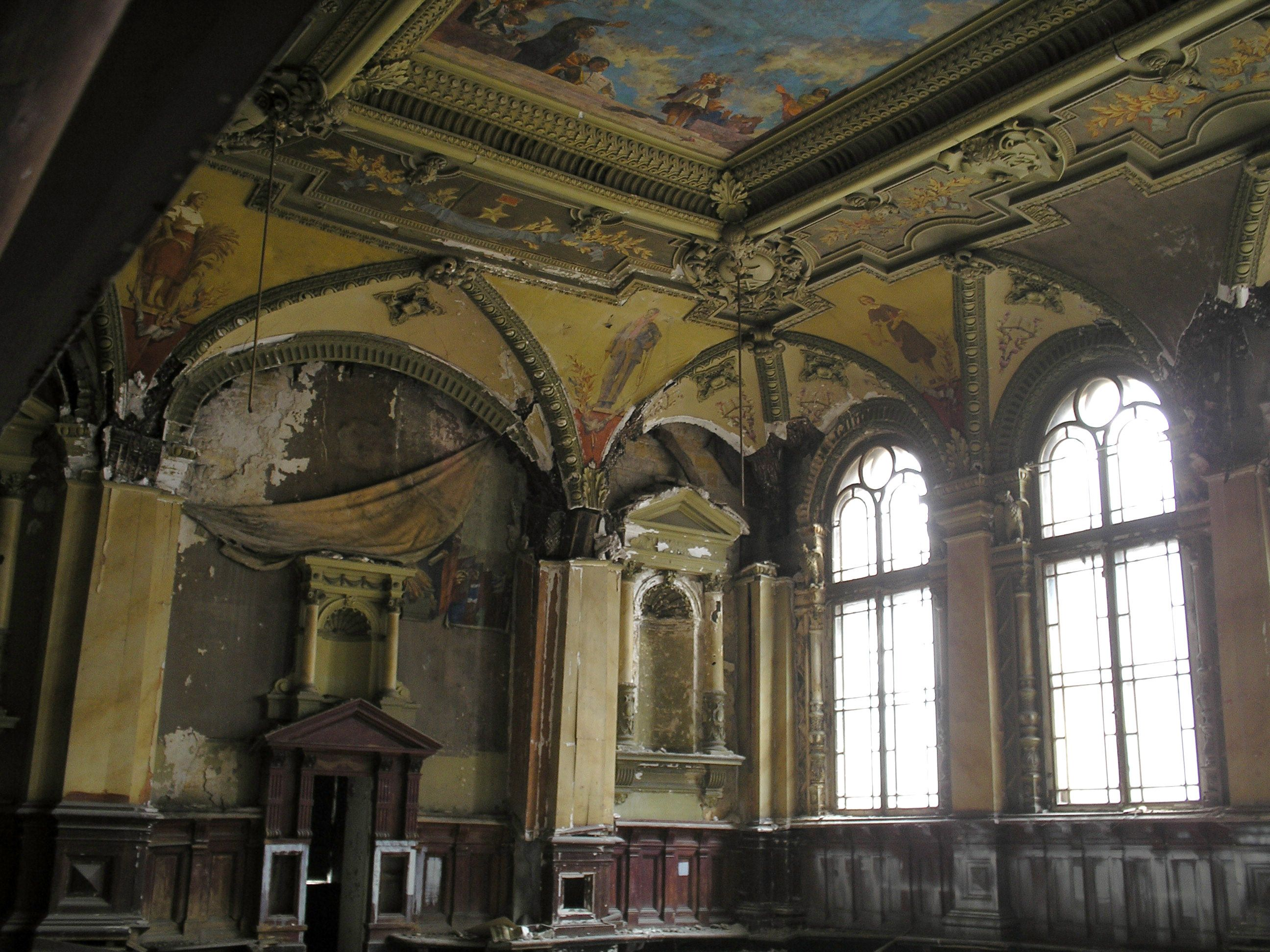
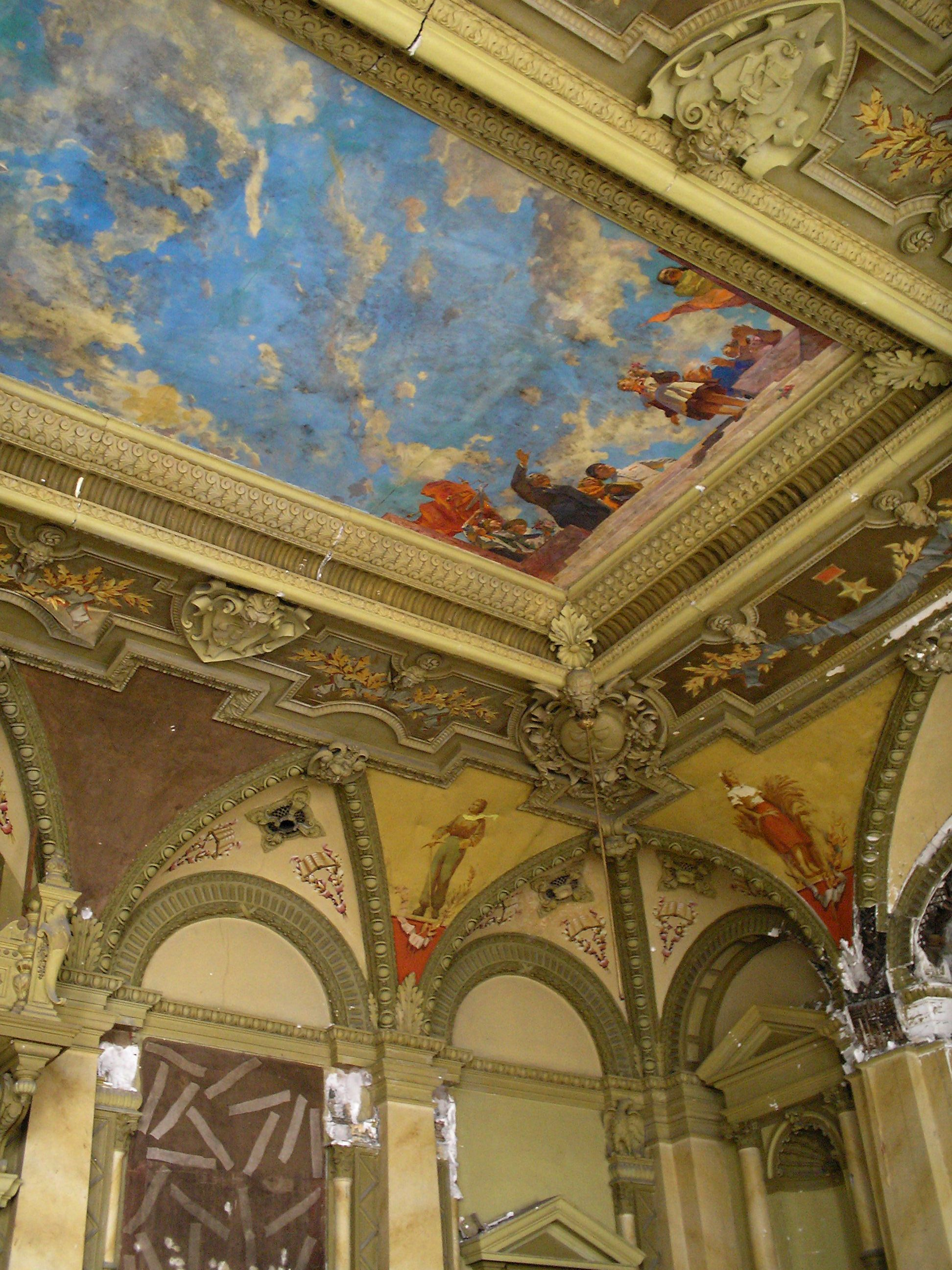
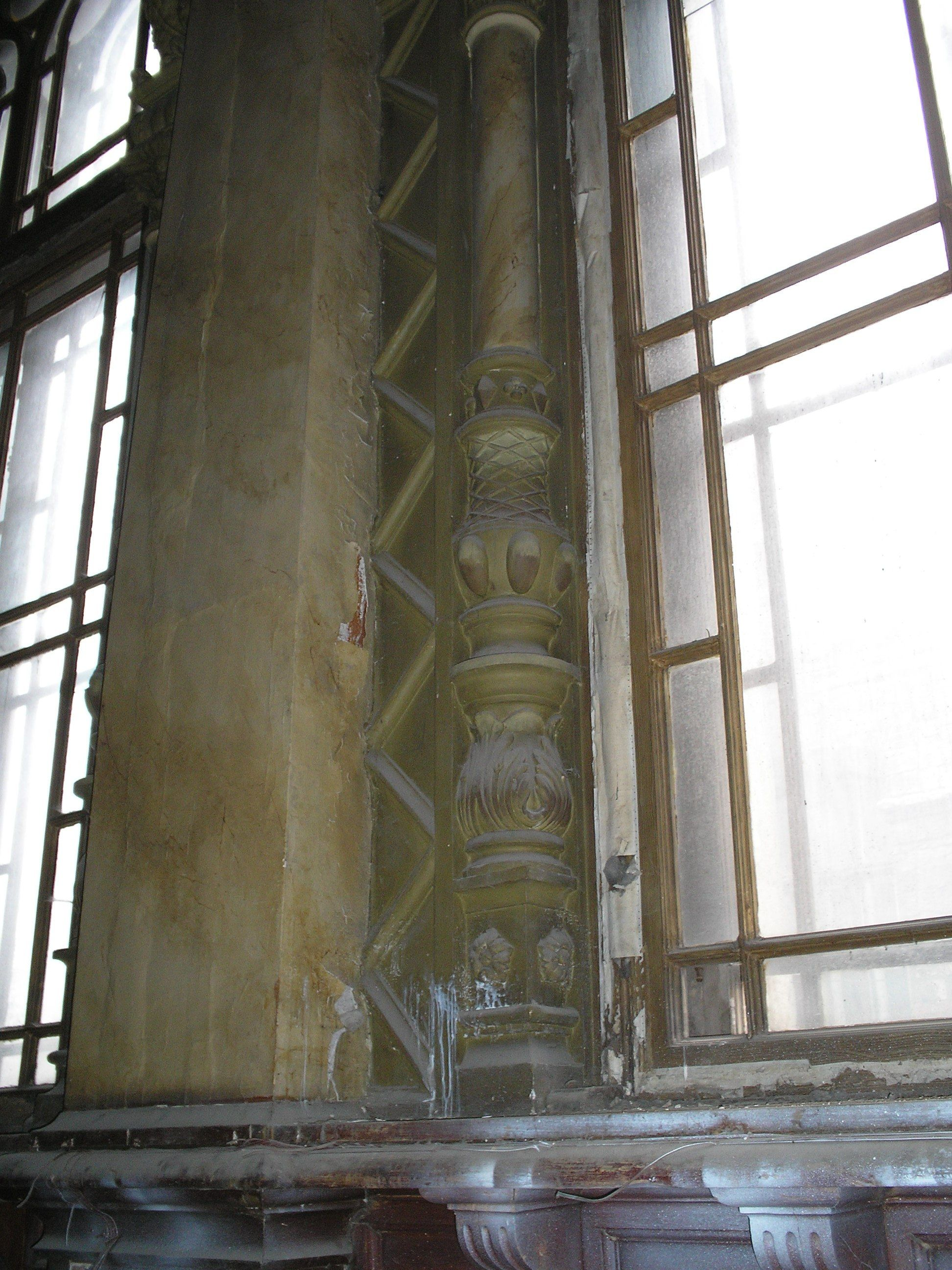
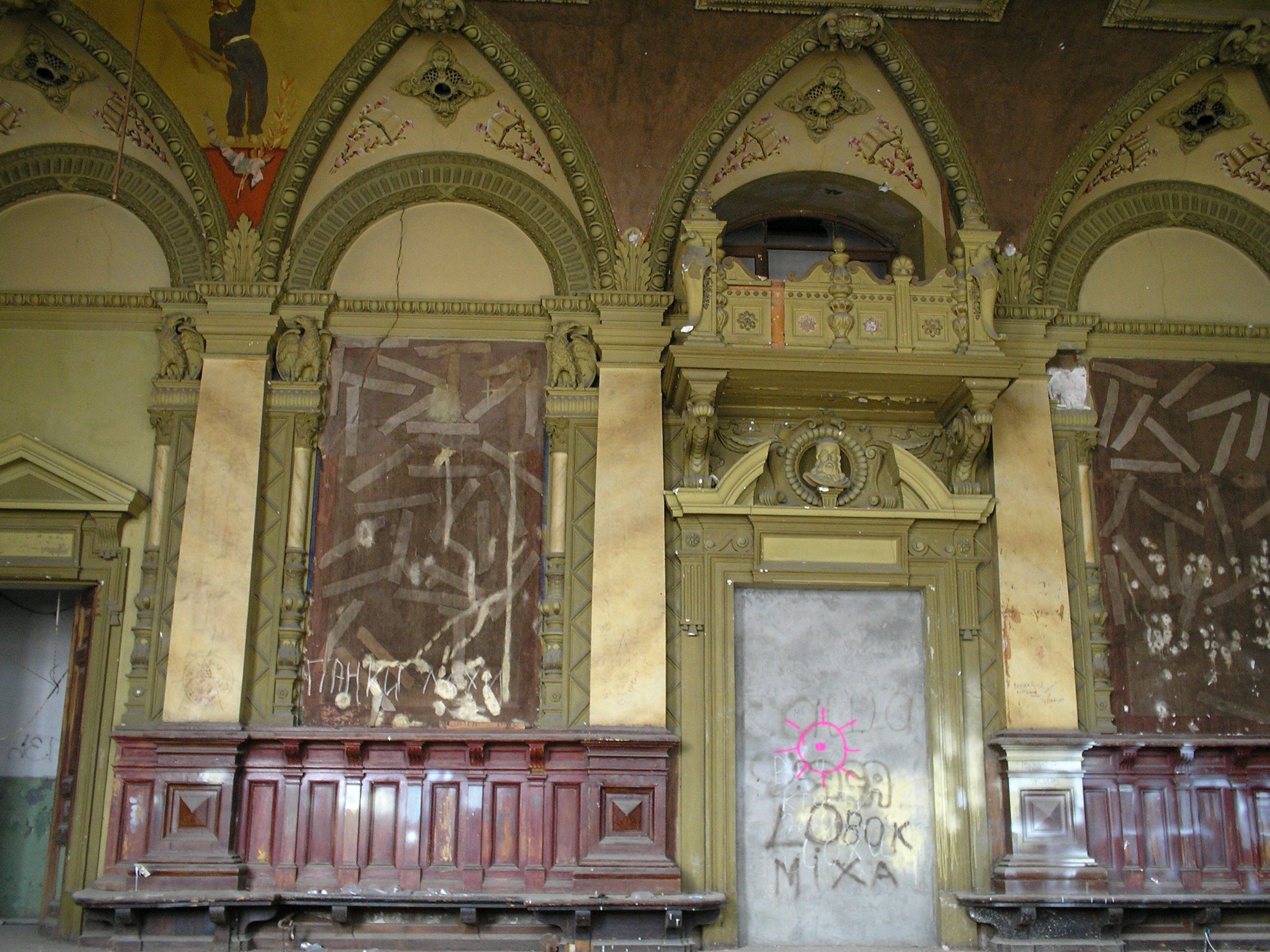
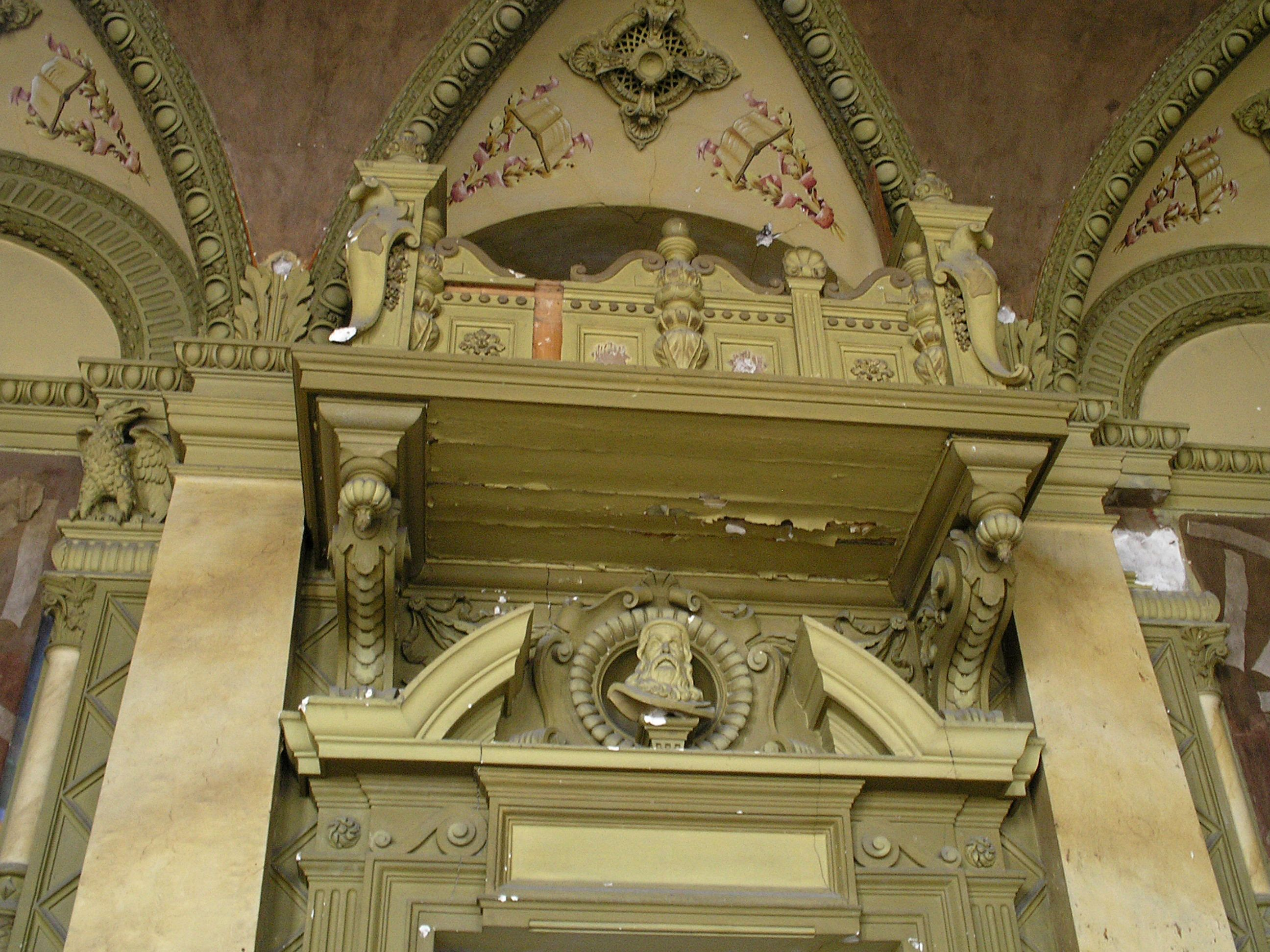

Зданию Школы десятников повезло больше. По состоянию на 2012 год в нём располагались пожарная часть и Кафедра микробиологии, вирусологии и иммунологии Одесского медицинского университета. Присутствие этих организаций спасает здание от полного разрушения, хотя за прошедшие годы оно подверглось многочисленным перестройкам. Многие элементы декора также утрачены.